# Halbstadt (Region Altai)
Halbstadt (russisch Гальбштадт/transkribiert Galbschtadt) ist das Verwaltungszentrum des Deutschen Nationalkreises in der russischen Region Altai im Süden Westsibiriens. Der Ort hat 1756 Einwohner (Stand 14. Oktober 2010).

## Geschichte
Halbstadt wurde 1908 von deutschen Siedlern aus den südlichen Gouvernements Russlands gegründet. Es ist der einzige Ort, der seinen deutschen Namen 1991 wiedererhielt, nachdem er 1938 im Zuge der Stalinschen Repressionspolitik gegenüber den Sowjetdeutschen in Nekrassowo umbenannt worden war.

## Söhne des Ortes
- Wiktor Andrejewitsch Kanke (* 1944), Philosoph